# Acres of Alfalfa
Acres of Alfalfa è un cortometraggio muto del 1914 diretto da Joseph Maddern e da Rube Miller.

## Produzione
Venne prodotto dalla Keystone Film Company.

## Distribuzione
- USA: 23 maggio 1914